# Кубок швейцарської ліги з футболу
Кубок швейцарської ліги (нім. Schweizer Ligacup, фр. Coupe de Ligue Suisse, італ. Coppa di Lega Svizzera) — скасоване футбольне змагання Швейцарії, що проводилося з 1972 по 1982 роки. Участь в ньому брали клуби із Суперліги та Челлендж-ліги. Перші два роки він розпочинався перед початком сезону, а потім став проводиться по ходу чемпіонату. Змагання проводилося за олімпійською системою за участю спочатку 24, а пізніше 32 команд.

## Формат турніру
З моменту свого першого сезону в 1972 формат змагання змінювався багато разів. У турнірі брали участь клуби з першого і другого дивізіонів. Протягом перших двох сезонів календар ігор будувався за системою весна-осінь, пізніше - осінь-весна. Для виявлення переможця пари в різні часи проводився один або два матчі. Якщо після завершення основного ігрового часу результат не виявляв переможця пари - назначався додатковий час (два тайми по 15 хв.). Якщо й після цього переможця не було, то пробивалися пенальті. Переможцю не надавалося право грати в турнірах УЄФА.

## Фінали
| Сезон   | Переможець   | Рахунок         | Фіналіст     | Дата                          | Поле                                       |
| ------- | ------------ | --------------- | ------------ | ----------------------------- | ------------------------------------------ |
| 1972    | Базель       | 4–1             | Вінтертур    | 11 листопада 1972             | Летцигрунд, Цюрих                          |
| 1973    | Грассгоппер  | 2–2 (5–4, пен.) | Вінтертур    | 10 жовтня 1972                | Летцигрунд, Цюрих                          |
| 1974–75 | Грассгоппер  | 3–0             | Цюрих        | 26 березня 1975               | Летцигрунд, Цюрих                          |
| 1975–76 | Янг Бойз     | 4–2             | Цюрих        | 23 травня 1976                | Ванкдорф, Берн                             |
| 1976–77 | Серветт      | 2–0             | Ксамакс      | 3 травня 1977                 | Понтез, Лозанна                            |
| 1977–78 | Санкт-Галлен | 3–2             | Грассгоппер  | 15 серпня 1978                | Шютценвізе, Вінтертур                      |
| 1978–79 | Серветт      | 2–2 (4–3, пен.) | Базель       | 5 березня 1979                | Санкт-Якоб, Базель                         |
| 1979–80 | Серветт      | 3–0             | Грассгоппер  | 6 травня 1980                 | Ґюрцлен, Біль                              |
| 1980–81 | Цюрих        | 2–1 0–0         | Лозанна      | 26 травня 1981 8 вересня 1981 | Летцигрунд, Цюрих Понтез, Лозанна          |
| 1981–82 | Арау         | 1–0 0–0         | Санкт-Галлен | 18 травня 1982 29 травня 1982 | Еспенмус, Санкт-Галлен Брюггліфельд, Аарау |

## Перемоги за клубами
| Клуб         | Переможець                    | Фіналіст             |
| ------------ | ----------------------------- | -------------------- |
| Серветт      | 3 (1976–77, 1978–79, 1979–80) | 0                    |
| Грассгоппер  | 2 (1973, 1974–75)             | 2 (1977–78, 1979–80) |
| Цюрих        | 1 (1980–81)                   | 2 (1974–75, 1975–76) |
| Базель       | 1 (1972)                      | 1 (1978–79)          |
| Санкт-Галлен | 1 (1977–78)                   | 1 (1981–82)          |
| Янг Бойз     | 1 (1975–76)                   | 0                    |
| Арау         | 1 (1981–82)                   | 0                    |
| Вінтертур    | 0                             | 2 (1972, 1973)       |
| Ксамакс      | 0                             | 1 (1976–77)          |
| Лозанна      | 0                             | 1 (1980–81)          |